# Association olympique et des Jeux du Commonwealth du Belize
L'Association olympique et des Jeux du Commonwealth du Belize (en anglais, Belize Olympic and Commonwealth Games Association) est le comité national olympique du Belize, fondée en 1967.